# Maria Simelius
Anna Maria Simelius (geboren Tulindberg am 30. Dezember 1792 in Oulu; gestorben am 26. Februar 1843 in Helsinki) war eine finnische Publizistin. Sie betrieb die erste in Helsinki gegründete Buchdruckerei zwischen 1826 und 1843.

## Leben
Maria Simelius wurde 1792 in Oulu (damals bekannt unter ihrem schwedischen Namen Uleåborg) in Nord-Ostbottnien geboren. Ihre Eltern waren die Glashändlerin Margareta Christina Nylander (1768–1843) und der Musiker Erik Tulindberg (1761–1814). Ihr Bruder war der Mathematiker Claes Albert Tulindberg (1802–1865).
1820 heiratete sie den Übersetzer und Publizisten Jakob Simelius (1785–1826). Das Paar hatte zwei Töchter: die spätere Lehrerin Helena Kristina (1821–1889) und die spätere Publizistin Jacobina Maria (1822–1895).

## J. Simelii Enka
1819 hatte Jakob Simelius die erste Buchdruckerei in Helsinki gegründet, die – neben Kaiserlichen Dekreten, Proklamationen und anderen offiziellen Drucksachen – amtliche Bulletins und ausländische Nachrichten in Finlands Allmänna Tidning veröffentlichte.
Nach dem Tod ihres Mannes 1826 übernahm Maria Simelius das Unternehmen und führte es unter dem Namen J. Simelii Enka (Latein/Schwedisch für „J. Simelius Witwe“) erfolgreich weiter. Sie erweiterte den Betrieb personell und räumlich und gab mehrere bekannte Werke heraus, darunter Kanteletar von Lönnrot (1840), das Gedichtwerk Nadeschda von Runeberg (1841) und Castréns schwedische Ausgabe des Nationalepos Kalevala (1841).
Nach Simelius' Tod ging der Verlag 1843 in den Besitz der jüngeren Tochter über und wurde von deren Ehemann Leonard Fahlander geführt. 1945 wurde er verkauft; spätere Eigentümerinnen waren zuerst Simelius' Nichte Sofie Chydenius und danach deren Tochter Emilia Chydenius (1844–1905).